# ESPN NBA 2K5
ESPN NBA 2K5 é um simulador do campeonato norte-americano de basquete (NBA) da temporada de 2005. Foi desenvolvido pela Visual Concepts e publicado pela 2K Sports.